# ديليشا ميلتون جونز
ديليشا ميلتون جونز (بالإنجليزية: DeLisha Milton-Jones)‏ مواليد 11 سبتمبر 1974 في ريكيبور، هي لاعبة كرة سلة أمريكية معتزلة تحولت إلى التدريب بعد الاعتزال بدأت مسيرتها الاحترافية في سنة 1999. تم اختيارها من قبل فريق لوس أنجلوس سباركس خلال الدرافت. يبلغ طولها 6 قدم 1 بوصة (1.9 م). شاركت في دورة الألعاب الأولمبية الصيفية سنة 2000. فازت بلقب دوري المحترفات.

## المسيرة الاحترافية
لعبت مع لوس أنجلوس سباركس من سنة 1999 إلى 2004، ثم لعبت مع واشنطن ميستيكس من سنة 2005 إلى 2007، ثم لعبت مع لوس أنجلوس سباركس من سنة 2008 إلى 2012، ثم لعبت مع سان أنطونيو ستارز في سنة 2013، ثم لعبت مع نيويورك ليبرتي في موسم 2013–2014، ثم لعبت مع أتلانتا دريم في موسم 2014–2015.

## الميداليات
| الميدالية | المسابقة                                            |
| --------- | --------------------------------------------------- |
| ذهبية     | الألعاب الأولمبية الصيفية 2000                      |
| ذهبية     | منافسات كرة السلة في الألعاب الأولمبية الصيفية 2008 |
| ذهبية     | كأس العالم لكرة السلة للسيدات 1998                  |
| ذهبية     | كأس العالم لكرة السلة للسيدات 2002                  |
| برونزية   | كأس العالم لكرة السلة للسيدات 2006                  |
| ذهبية     | الألعاب الجامعية الصيفية 1997                       |

## روابط خارجية
- ديليشا ميلتون جونز على موقع الاتحاد الدولي لكرة السلة (الإنجليزية)
- ديليشا ميلتون جونز على موقع الاتحاد الوطني لكرة السلة النسائية (الإنجليزية)
- ديليشا ميلتون جونز على موقع كرة السلة الأوروبية.كوم (الإنجليزية)
- ديليشا ميلتون جونز على موقع كلية كرة السلة في سبورتس رفرنس.كوم (الإنجليزية)
- ديليشا ميلتون جونز على موقع بروبوليرز (الإنجليزية)
- ديليشا ميلتون جونز على موقع قاعة مشاهير كرة السلة للسيدات (الإنجليزية)
- ديليشا ميلتون جونز على موقع سبورتس رفرنس (الإنجليزية)
- ديليشا ميلتون جونز على موقع كلية كرة السلة في سبورتس رفرنس.كوم (الإنجليزية)
- ديليشا ميلتون جونز على موقع سبورتس رفرنس (الإنجليزية)
- ديليشا ميلتون جونز على موقع أوليمبيديا (الإنجليزية)